# Максютова Нажиба Хаєрзаманівна
Нажиба Хаєрзаманівна Максютова (башк. Нәжибә Хәйерзаман ҡыҙы Мәҡсүтова; 27 листопада 1932, Сулейманово, Мечетлинський район, Башкирськая АРСР — 2004, Уфа) — башкирський мовознавець, доктор філологічних наук (1981), заслужений діяч науки Башкирської АРСР (1983), тюрколог та громадський діяч.

## Біографія
У 1951 році закінчила Башкирський державний педагогічний інститут імені К. А. Тімірязєва.
З 1957 року працює в Інституті історії, мови і літератури Башкирської філії АН СРСР.
У 1990—2000 роках — голова Товариства башкирських жінок Башкортостану.
У 1995 році була делегатом I Всесвітнього курултаю башкирів, та разом з Ф. Г. Хісамітдиновою очолювала роботу однієї з секцій з'їзду.

## Наукова діяльність
Основний напрямок научкової діяльності — башкирська та тюркська діалектологія, лінгвогеографія. В 1960-х і 1970-х роках організувала декілька діалектологічних експедицій. Провела ряд досліджень з башкирської космономії, терминології, порівняльної лексики тюркських, фінно-угорських і монгольських мов.
Нажиба Хаєрзаманівна є автором понад 400 наукових праць з систематичного опису говорів і діалектів башкирської мови. Кеувала роботою зі створення словника башкирських говорів в 3-х томах, брала участь у складанні діалектологічного атласу та написала розділ про службові слова в науковій граматиці башкирської мови.

## Наукові праці
- Восточный диалект башкирского языка. (В сравнительно-историческом освещении). М., 1976;
- Лингвогеографическое изучение башкирского языка. (Диалектологический атлас). 1973—1983 гг.: Препринт. Уфа, 1983;
- Образцы народной речи башкир. Уфа, 1988;
- Западный диалект башкирского языка. Уфа, 1990;
- Башкирские говоры, находящиеся в иноязычном окружении. Уфа, 1996.

## Нагороди та звання
- Почесна грамота Республіки Башкортостан[4].

## Пам'ять
У селі Сулейманово Мечетлинського району в 2005 році відкрито меморіальну дошку, присвячену видатній уродженці села Нажибі Максютовій.